# Aloe patersonii
Aloe patersonii ist eine Pflanzenart der Gattung der Aloen in der Unterfamilie der Affodillgewächse (Asphodeloideae). Das Artepitheton patersonii ehrt einen gewissen Andrew Paterson.

## Beschreibung

### Vegetative Merkmale
Aloe patersonii wächst stammlos. Die 17 lanzettlich verschmälerten Laubblätter bilden dichte Rosetten. Die hellgrüne Blattspreite ist 30 Zentimeter lang und 5 Zentimeter breit. Auf ihr befinden sich hellere Flecken, die unregelmäßige Bänder bilden. Die weißen oder hell bräunlichen Zähne am Blattrand sind etwa 1,5 Millimeter lang und stehen 9 bis 10 Millimeter voneinander entfernt.

### Blütenstände und Blüten
Der Blütenstand weist einen Zweig auf und erreicht eine Länge von 60 Zentimeter. Die zylindrischen Trauben sind 25 Zentimeter lang. Die lanzettlichen, grünen Brakteen weisen eine Länge von 10 bis 20 Millimeter auf. Einige Blattachseln tragen Bulbillen. Die lachsfarbenen, an der Basis grünlichen Blüten stehen an 14 Millimeter langen Blütenstielen. Sie sind 30 Millimeter lang. Auf Höhe des Fruchtknotens weisen die Blüten einen Durchmesser von 6 Millimeter auf. Darüber sind sie abrupt auf 4 Millimeter verengt und schließlich zu Mündung auf 8 Millimeter erweitert. Ihre äußeren Perigonblätter sind auf einer Länge von 13 Millimetern nicht miteinander verwachsen. Die Staubblätter ragen kaum aus der Blüte heraus.

### Genetik
Die Chromosomenzahl beträgt {\displaystyle 2n=14}.

## Systematik und Verbreitung
Aloe patersonii ist in Zaire auf Felsen in einer Höhe von etwa 1300 Metern verbreitet.
Die Erstbeschreibung durch Brian Frederick Mathew wurde 1978 veröffentlicht.

## Nachweise